# Xibe
Xibe, eller Sibe (ᠰᡞᠪᡝ, sibe; kinesisk: 锡伯族, pinyin: Xíbózú), er en etnisk folkegruppe som bor i Xinjiang og Manchuriet i Folkerepublikken Kina. Folket er en af Kinas 56 officielt anerkendte, etniske grupper.
Xibefolket, som er af mongolsk oprindelse, levede først nær floderne Nonni og Songhua i det centrale Manchuriet. De var en af de ni stammer som Nurhaci besejrede i slaget ved Gure i 1593. Folket udgjorde en vigtig forbundsfælle for manchuerne da de etablerede Qingdynastiet i Kina i 1644. Samtidig med at Qianlong-kejseren erobrede Dzungaria i 1759 grundlagde han en garnison bestående af xibe i Qapqal, syd for floden Ili.
Større delen af de xibe, som fortsat bor i Qapqal taler xibesproget, som regnes som en dialekt af det ellers næsten uddøde manchuriske sprog. De, som tilhører Xibefolket i Manchuriet, taler kinesiske dialekter.